# رایان برگ (علوم سیاسی)
رایان برگ (انگلیسی: Ryan Burge؛ زادهٔ) کارشناس سیاسی، یک کشیش  باپتیست دانشیار در  دانشگاه ایلینوی شرقی، او بیشتر به دلیل کارش در مورد دین در ایالات متحده آمریکا شناخته شده است.